# Scaglietti

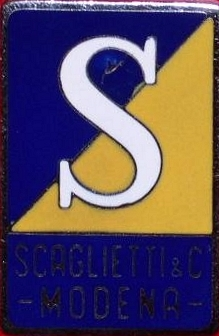
Het Scagliettilogo

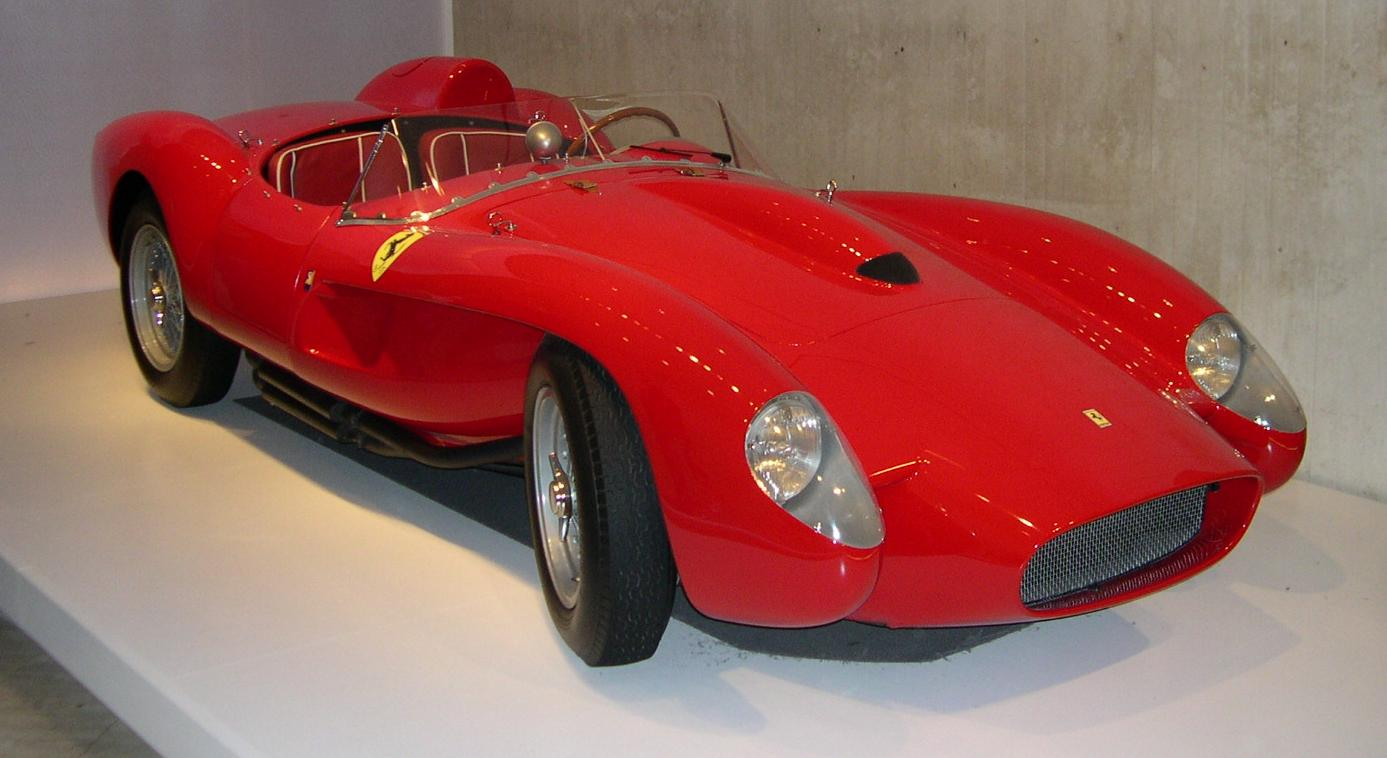
De Ferrari 250 Testa Rossa

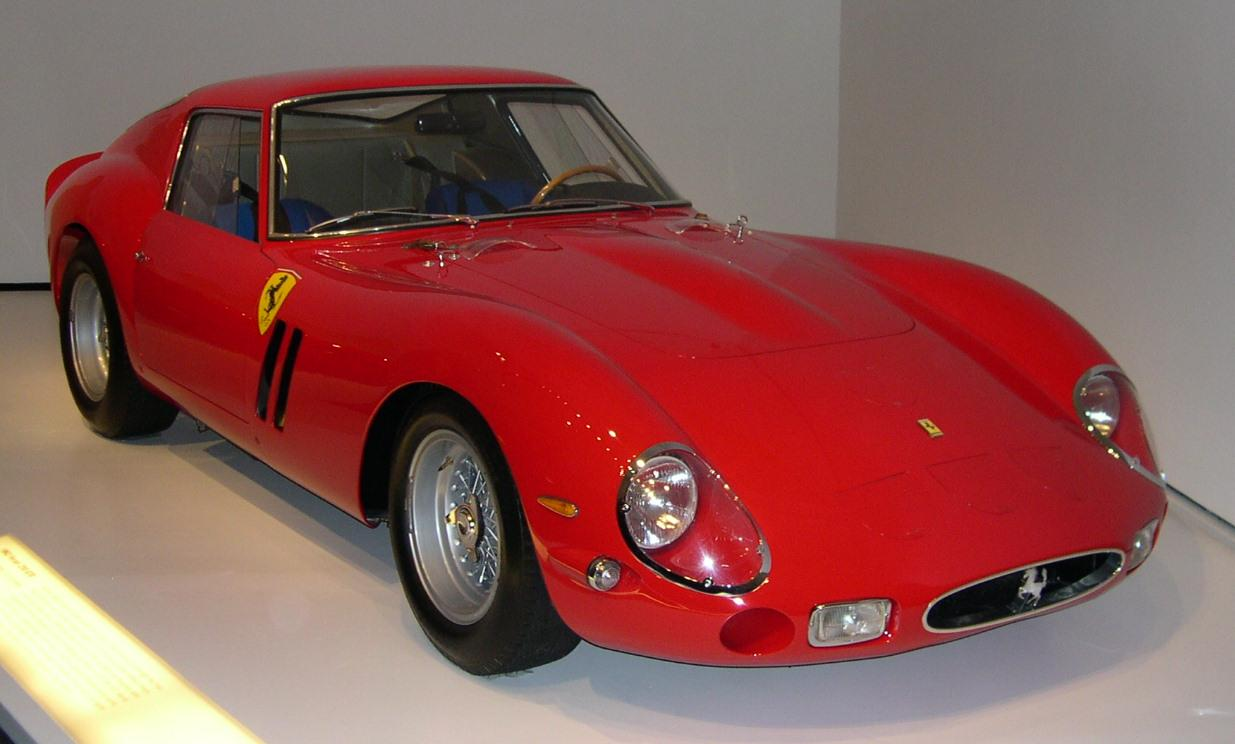
De Ferrari 250 GTO, eveneens gefabriceerd door dit designhuis, is vandaag een van de meest gezochte klassiekers wereldwijd; dit wordt gestaafd door de astronomisch hoge veilingprijzen.

Scaglietti is een Italiaanse carrosseriebouwer. Een van de belangrijkste werken van Scaglietti is de 250 GTO van sportwagenconstructeur, landgenoot en Fiat-dochter Ferrari.
Scaglietti werkte bijna uitsluitend met Ferrari samen. Andere getekende modellen voor dat merk zijn onder meer de 250 California Spider en de Testa Rossa, (twee modellen van de sportwagenreeks 250 uit de eerste decennia van het merk), de 357 MM Scaglietti Coupe.
Dit bedrijf is geen automerk te noemen, omdat het enkel in opdracht van diverse merken carrosserieën vervaardigde.
In 1977 werd Scaglietti opgekocht door Ferrari. Ferrari gebruikt de naam Scaglietti nu voor haar eigen carrosserieafdeling en als eerbetoon is het model 612 Scaglietti, vernoemd naar de oude meester.
Op 20 november 2011 is Sergio Scaglietti in zijn huis in Modena op 91-jarige leeftijd overleden.